# غولدا
غولدا (بالإنجليزية: Golda)‏، هو فيلم بريطاني أمريكي من نوع دراما وسيرة ذاتية، عُرِّض سنة 2023، يدور حول أحداث حرب أكتوبر ورد فعل رئيسة وزراء إسرائيل جولدا مائير عام 1973.